# Die Brut des Satans
Die Brut des Satans ist ein US-amerikanischer Kriminalfilm aus dem Jahr 1949 mit Stephen McNally und Thelma Ritter in den Hauptrollen. Der Film noir wurde von Universal-International Pictures produziert und basiert auf dem 1947 veröffentlichten Roman The Amboy Dukes von Irving Shulman.

## Handlung
Frank Cusack feiert seinen 16. Geburtstag zusammen mit seiner Schwester Alice. Sie verbringen den Tag in Manhattan und kehren abends heim nach Brooklyn. Frank will noch seine Freunde besuchen, die zu den Dukes gehören, einer lokalen Gang. Der zwielichtige Gaggsy Steen bietet den Jugendlichen fünf Dollar pro Kopf an, wenn sie sich um den Spieler Giotto kümmern, der ihm Geld schuldet. Larry, der Anführer der Gang, willigt ein. Giotto, ein älterer Mann, wird von der Gang zusammengeschlagen, Theodore fügt ihm Schnittverletzungen zu. Nur Frank hat sich nicht beteiligt. Als Gaggsy die Gangmitglieder an einem Gemeindezentrum zur Bezahlung trifft, wird der Leiter des Zentrums Stan Albert ärgerlich. Gaggsy soll die Jungen in Ruhe lassen. Er nimmt Frank beiseite und rät ihm, sich nicht mit der Gang einzulassen.
Frank schlägt die Warnung in den Wind und versucht, die Gangmitglieder zu beeindrucken. So kommt er mit der Polizei in Konflikt, wird aber von seinem Vater Joe unterstützt. Die Probleme seines Sohnes bringen ihn zu dem Entschluss, seine Ersparnisse für den Umzug in eine bessere Gegend aufzuweisen. Als seine Frau Katie eine Blinddarmentzündung bekommt, muss er jedoch seine Ersparnisse für ihre Behandlung verwenden. Franks bester Freund Benny überredet ihn zu einer Doppelverabredung mit Lucille, Bennys Freundin, und der warmherzigen Betty.
Frank und Benny stören massiv den Kunstunterricht. Ihr Lehrer Mr. Bannon unterrichtet den Rektor Mr. Hayes, der die Jungen suspendiert und mit den Eltern der beiden sprechen will. Da Franks Eltern den ganzen Tag arbeiten und Benny bei seinem Bruder lebt, bitten sie Mr. Bannon um Hilfe. Der jedoch hat genug von den beiden Störenfrieden und lehnt jede Unterstützung ab. Benny wird wütend und schlägt auf Bannon ein. Dann zieht er eine Waffe, die er heimlich im Kunstunterricht zusammengesetzt hat und erschießt den Lehrer. Später sind die beiden mit Lucille und Betty unterwegs. Benny wirft, als sie über eine Brücke fahren, die Trommel seiner Waffe hinaus. Die fällt jedoch nicht in den Fluss, sondern bleibt auf dem Geländer liegen.
Lieutenant Macon leitet die Ermittlungen und befragt Bannons Schüler. Da sie kein Alibi haben, überzeugen Frank und Benny ihre Freundinnen, für sie zu lügen. Betty wird verboten, Frank wiederzusehen, daher wendet der sich Theodores Freundin Annie zu. Der eifersüchtige Theodore droht Frank mit dem Messer. In der Hoffnung auf Informationen ordnet Macon an, die Mitglieder aller Gangs, die Bannons Klasse besucht haben, festzunehmen. Albert ahnt, dass Frank in den Mord involviert ist und drängt ihn, die Wahrheit zu sagen. Zu seiner Überraschung findet Frank heraus, dass der mittlerweile wegen Polizistenmordes gesuchte Gaggsy Alberts Bruder ist. Albert warnt den Jungen, dass er das gleiche Schicksal erleiden könnte wie Gaggsy, der von der Polizei erschossen wurde. 
Die Dukes veranstalten einen Tanzabend, um mit dem Erlös die festgenommenen Gangmitglieder zu unterstützen. Die Polizei findet die Trommel und kann mit ihr Benny in Verbindung bringen. Auf der Tanzveranstaltung geraten Frank und Benny, die von der Polizei observiert werden, in eine Schlägerei mit Larry und dem Gangmitglied Mitch. Benny befürchtet, dass die Polizei ihm durch Frank auf die Spur kommen könnte und betrinkt sich. Theodore greift Annie, die sich von ihm getrennt hat, an. Albert und seine Frau Jean können das Mädchen beschützen. Kurz darauf beginnt eine Massenschlägerei. Frank kann sich aus dem Tanzsaal schleichen. Draußen sieht er eine Zeitung mit der Nachricht über die gefundene Trommel. Er ruft Macon anonym an und gibt Benny als Bannons Mörder an. Macon hat aber Franks Stimme erkannt. Frank will aus der Stadt flüchten, wird aber von Alice gehindert, die von dem Verhalten ihres Bruders irritiert ist. Letztendlich flüchtet sich Frank auf das Dach des Mietshauses. Hier hat sich auch Benny versteckt. Als die Polizei das Haus umstellt, kämpfen die beiden Jungen miteinander. Benny stürzt dabei in den Tod, Frank wird festgenommen und sieht einer ungewissen Zukunft entgegen.

## Produktion

### Hintergrund
Gedreht wurde der Film vom 24. September bis Anfang November 1948 in New York und Burbank (Kalifornien). Zusätzliche Aufnahmen entstanden am 30. November und am 20. Dezember 1948.
Universal kaufte die Rechte an Shulmans Roman, der auf einer wahren Begebenheit basiert, im Mai 1948. Maxwell Shane castete absichtlich unbekannte Darsteller für die Rollen der Jugendlichen. Insgesamt sprachen über 200 Schauspieler vor. Für die Hauptrolle sollte Dane Clark von Warner Bros. Entertainment ausgeliehen werden, doch Clark verweigerte die Rolle und wurde daraufhin von Warner suspendiert.

### Stab
Bernard Herzbrun und Emrich Nicholson oblag die künstlerische Leitung. Russell A. Gausman und John P. Austin waren für das Szenenbild zuständig, Bud Westmore und Emile LaVigne für das Maskenbild. Verantwortliche Toningenieure waren Leslie I. Carey und Joe Lapis. Gilbert Kurland arbeitete als Produktionsmanager.

### Besetzung
In kleinen nicht im Abspann erwähnten Nebenrollen traten Frank Cady und Judy Nugent auf. Ebenfalls unerwähnt blieben Bert Conway als Rektor Hayes, Duke Green als Giotto und Ruth Tobey als Lucille.
Peter Fernandez, Joshua Shelley und Joe Turkel gaben ihre Filmdebüts. Für Tony Curtis war es die erste Sprechrolle in einem Spielfilm.

## Synchronisation
Die deutsche Synchronfassung entstand 1951 im Auftrag der Berliner Synchron GmbH Wenzel Lüdecke unter der Dialogregie von Klaus von Wahl nach einem Dialogbuch von Fritz A. Koeniger.
| Rolle           | Schauspieler    | Deutscher Synchronsprecher |
| --------------- | --------------- | -------------------------- |
| Stan Albert     | Stephen McNally | Curt Ackermann             |
| Katie Cusack    | Thelma Ritter   | Ursula Krieg               |
| Betty Maylor    | Sue England     | Marianne Prenzel           |
| Theodore Perrin | Joshua Shelley  | Horst Gentzen              |
| Larry           | Mickey Knox     | Jan Hendriks               |

## Veröffentlichung
Die Premiere des Films fand am 7. April 1949 in New York statt. In der Bundesrepublik Deutschland kam er 1956 in die Kinos.

## Kritiken
Das Lexikon des internationalen Films schrieb: „Melodramatischer Reißer zum Thema Jugendkriminalität, formal beachtlich, wenngleich in den Charakterzeichnungen allzu schematisch.“
Der Kritiker der The New York Times befand, die Produktion sei eine enthüllende, entschlossene und dramatisch spannende Studie über die Einflüsse der Umgebung auf die steigende Jugendkriminalität. Trotz des begrenzten Blickwinkels sei der Film eine ehrliche und gemäßigte Reflexion des Lebens, reich an Charakterstudien speziell in den Nebenrollen.
Die Variety bescheinigte, Maxwell Shane habe aus dem Roman einen treffenden und ehrlichen Film über Jugendkriminalität gemacht, mit einer Portion Realismus und der Kraft eines Melodrams.